# Языки Северных Марианских Островов
На Северных Марианских Островах конституцией утверждены три официальных языка — английский, чаморро и каролинский.

## Коренные языки
К коренным языкам в стране относятся чаморро, каролинский и танапаг, распространенный в поселении Танапаг на северо-западном берегу острова Сайпан. Ввиду длительного контроля Марианских островов другими государствами, в том числе Испанской и Германской империями, Японией и, наконец, США, коренное население подверглось ассимиляции, а местные языки оказались в уязвимом положении. После вступления в силу конституции государства в 1978, их статус стал закреплен на законодательном уровне. С 1998 действует Комиссия по чаморро-каролинской языковой политике.
Чаморро является наиболее распространенным из коренных языков, имея 14,200 носителей на 2005 год по данным Отдела Статистики ООН, однако редко в качестве единственного языка (монолингвизм редок). Диалект чаморро, используемый в Северных Марианских Островах отличается от гуамского и считается более "архаичным" ввиду меньшей степени притеснения и влияния других языков.
На каролинском языке говорит 2,420 жителей согласно переписи 2000 года. Не имеет носителей языка как единственного и обычно употребляется совместно с чаморро или английским. Каролинский преподается в школах, используется в печати.
Местным правительством предпринимаются активные попытки улучшить положение коренных языков, и в 2020 году, учрежденном Годом коренных языков, впервые был отпразднован День чаморро-каролинского родного языка (англ. Chamorro-Carolinian Mother Language Day).
Язык танапаг находится под риском исчезновения, и на момент 2011 года находился в положении сдвига.

## Другие языки
Английский является одним из основных языков общения и имеет статус государственного. На 2019, им владело около 58,300 жителей Северных Марианских островов. Массовое переселение рабочих во время владычества Испании и Японии, а также в последующие периоды привело к формированию больших диаспор, превышающих по численности коренных жителей. Так, помимо английского языка, на островах распространены тагальский, китайский, японский и корейский как языки иммигрантов и их потомков.
| Язык                 | Число носителей | Год             |
| -------------------- | --------------- | --------------- |
| английский           | 58,300          | 2019            |
| чаморро              | 14,200          | 2005            |
| каролинский          | 2,420           | 2000 (перепись) |
| тагалог              | 15,500          | 2005            |
| китайский (путунхуа) | 11,100          | 2017            |
| корейский            | 2,230           | 2000 (перепись) |
| японский             | 1,000           | 2000 (перепись) |
| танапаг              | 10              | 2011            |